# Marcela Acle
Marcela Acle Tomasini más conocida como Marcela Acle (Ciudad de México, Siglo XX) es un escritora e investigadora mexicana.

## Biografía
Nacida en la Ciudad de México, obtuvo una licenciatura en comunicación por la Universidad Iberoamericana (UIA) y una maestría en apreciación y creación literaria por el Centro de Cultura Casa Lamm. Posteriormente realizó un diplomado en creación literaria en el Instituto Nacional de Bellas Artes (INBA).
Trabajó la mayor parte de su carrera en el sector público, particularmente en el Instituto Nacional de los Pueblos Indígenas (INPI), para posteriormente dedicarse de lleno a la literatura. Es autora de la novela, Nadie muere del todo (2013).
Desde hace varios años participa en el taller de creación literaria que dirige el escritor Eduardo Antonio Parra.

## Publicaciones seleccionadas

### Novelas
- Acle, Marcela (2013). Nadie muere del todo. México, D.F: Ediciones Felou. ISBN 9786077757870.